# Простоквашино (мультсеріал)
«Простоква́шино» — російський мультсеріал, який є продовженням серії радянських мультфільмів «Троє з Простоквашино». Прем'єра відбулася 3 квітня 2018 року.

## Сюжет
На відміну від радянських мультфільмів, дія відбувається на початку XXI століття. У Дядька Федора з'явилася маленька сестра Віра Павлівна, у якої є подруга-гризун Тама-Тама. Матроскін і Шарик завели фермерське господарство і освоюють нові технології. А у дяді Федора с Вірою з'явилась няні якою задоволена тільки мама.

## Критика
Незважаючи на те, що друга серія, присвячена відомому радянському і російському актору і режисеру театру Олегу Табакову («класичному» голосу Матроскіна), опублікована в Інтернеті, набрала понад 7 млн переглядів, нове «Простоквашино» отримало негативні відгуки як з боку як глядачів, так і критиків. Відзначалися грубих ляпів в першій серії — так, рідну сестру Дядька Федора називають Вірою Павлівною, хоча по книзі ім'я їхнього батька — Дмитро.
Критиці піддалися новий стиль анімації, а також недоречні відсилання до сучасної поп-культури — зокрема, у пса Шарика з'явився ноутбук з мелодією дзвінка з гри «Hotline Miami». Після виходу другої серії багато глядачів були незадоволені сексистськими жартами і пропагандою лукізму.
Сам творець оригінальної серії книг про Простоквашино Едуард Успенський також висловив своє невдоволення і заявив про намір подати в суд на творців нового мультсеріалу за порушення авторських прав. Раніше прес-служба «Союзмультфільму» заявляла, що всі права на франшизу належать кіностудії: в серпні 2018 року Успенський і «Союзмультфільм» підписали договір про права на використання сценаріїв мультфільмів серії фільмів «Троє з Простоквашино», і всіх інших сценаріїв з усіх книг, а також всі права на них. Студія зобов'язалася виплачувати письменнику роялті. Однак 14 серпня 2018 Едуард Успенський помер.
З 2018 з 2020 рік планується створення 30 серій мультфільму з героями «Простоквашино» за 6,5 хвилин кожна, серії будуть виконані в 2D і 3D техніці.
Згідно титрів, анімація виконана російськими студіями "Перці", "МУХА", "ТАК", Shalaloy Studio, "Lady Bug", CSBS Studio, "Червона Медуза", "Воскресіння", українською студією "Poplavok", вірменською "Banzay Production" , болгарської "Studio Zmei", італійської "DogHead" та індійськими "Digitoonz Media", "MCCOY Animation".

## Ролі озвучували
У таблиці нижче перераховані актори, які озвучили головних персоналій мультсеріалу.
| Актор                                             | Роль                                         |
| ------------------------------------------------- | -------------------------------------------- |
| Олексій Онежен                                    | Дядько Федір                                 |
| Антон Табаков                                     | кіт Матроскін                                |
| Гарик Сукачов                                     | пес Шарик                                    |
| Іван Охлобистін                                   | листоноша Пєчкін                             |
| Юлія Меньшова                                     | мама Дядька Федора                           |
| Андрій Тенетко                                    | тато Дядька Федора                           |
| Беата Сухова (1-8 серії), Льова Кузін (с 9 серії) | Віра Павлівна (молодша сестра Дядька Федора) |
| Ольга Голованова                                  | галченя Хватайка                             |

## Нагороди
- 2018 — «Мультисвіт»: приз народного голосування «Кращий герой російського анімаційного фільму»: кіт Матроскін, серіал «Простоквашино» (кіностудія «Союзмультфільм»).[12]

## Список серій
| № | Назва серії                            | Дата прем'єри   |
| 1 | «Возвращение в Простоквашино. Часть 1» | 31 березня 2018 |
| --- | -------------------------------------- | --------------- |
| Матроскін і Шарик відправили в місто Дядьку Федору галченя Хватайку з повідомленням про те, що на них напали. Оскільки батьки зайняті Вірою Павлівною — молодшою сестрою Дядька Федора, вони відмовляються їхати в село. Дядько Федір сам втікає у Простоквашино. В селі Матроскін і Шарик намагаються зловити гризуна, який зіпсував усі дроти. В будинку нема електрики, не працює інтернет і Шарик тепер не має змоги вести свій блог. Віра Павлівна відправляє сама себе в Простоквашино поштою. В пічці їй вдається знайти злодія. |                                        |                 |
| 2 | «Возвращение в Простоквашино. Часть 2» | 4 травня 2018   |
| У будинку як і раніше немає електрики. Дядько Федір, Матроскін і Шарик відправляються на пошту до Пєчкіна, у якого просять велосипед. З велосипеда друзі планують зробити пристрій, що генерує електрику за допомогою крутіння педалей. Якщо пристрій запрацює, Пєчкіну обіцяють відплатити морозивом. Крутити педалі довіряють Шарику, який занадто швидко розганяється і ламає велосипед. Мама і тато Дядька Федора відправляються в Простоквашино на машині, але не відразу знаходять потрібну дорогу. Тато споруджує новий пристрій для вироблення електрики. Відремонтований і вдосконалений велосипед повертають листоноші Пєчкіну.                                                                      |                                        |                 |
| 3 | «Сезон дождей»                         | 6 червня 2018   |
| В Простоквашино йдуть дощі. Корови Матроскіна перестали давати молоко. Кіт обіцяє подарувати Шарику селфі-палицю, якщо той придумає, що з цим робити. Пес передбачає, що корови зажурилися через погану погоду і вирішує розвеселити їх, але у нього нічого не виходить. Проте, Шарик і Хватайка наводять Дядька Федора на думку облаштувати сарай в карибському стилі. Ця ідея спрацьовує і корови раптово починають давати молоко. Однак Матроскін пригнічений тим, що молоко тепер ніде зберігати, адже холодильник перероблений в «сонячний генератор». Паралельно Дядько Федір зазнає труднощів з уроком географії. Мама погрожує йому, що забере із села, якщо він не виправить оцінку з цього предмета. |                                        |                 |
| 4 | «Диета Матроскина» на YouTube          | 10 липня 2018   |
| Мама і тато надсилають в село посилку з подарунками. Листоноша Пєчкін не може вручити посилку адресату, так як ні в кого з них немає документів. З іншого боку в законі є лазівка, що дозволяє розкривати підозрілі посилки. Виявляється, що батьки надіслали всім піжами, а Пєчкіну дзвінок для велосипеда. Піжама Матроскіна не зійшлися у нього на животі і кіт сів на дієту. Утримуватися від їжі у Матроскіна не вийшло та інші вирішили просто розтягнути його піжаму, збільшивши, таким чином, її розмір. Зрештою, кіт сам пошив собі нову простору піжаму з фіранки. |                                        |                 |
| 5 | «Шарик хочет телефон» на YouTube       | 10 серпня 2018  |
| Гаврюша наступає на телефон Шарика. Матроскін обіцяє песові новий, якщо той якимось чином прославить ферму. Шарик вирішує зняти «вірусне відео». Використовуючи лазерну указку, він знімає смішне відео про Матроскіна, але той забороняє викладати таке в інтернет. Тоді Шарик перемикається на дитину. Віра Павлівна і Тама-Тама в цей час влаштовують велике прання. |                                        |                 |